# Sudan ai Giochi della XXXI Olimpiade
Il Sudan ha partecipato ai Giochi della XXXI Olimpiade, che si sono svolti a Rio de Janeiro, Brasile, dal 5 al 21 agosto 2016, con una delegazione di sei atleti impegnati in tre discipline: atletica leggera, judo e nuoto. Portabandiera alla cerimonia di apertura è stato il siepista Abdalla Yousif.
Si è trattato della dodicesima partecipazione di questo paese ai Giochi. Non sono state conquistate medaglie.

## Atletica
- 200 m maschili - 1 atleta (Ahmed Ali)
- 3000 m siepi maschili - 1 atleta (Abdalla Targan)
- 800 m femminili - 1 atleta (Amina Bakhit)

## Judo
- 90 kg maschili - 1 atleta (Iszlam Monier Suliman)

## Nuoto
- 50 m stile libero maschili - 1 atleta (Abdelaziz Mohamed Ahmed)
- 50 m stile libero femminili - 1 atleta (Haneen Ibrahim)